# Steelgitaar

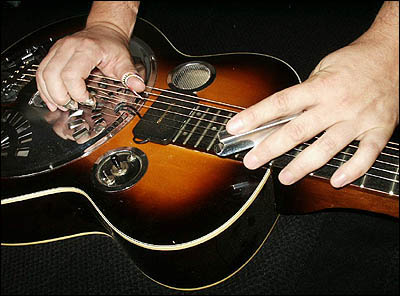
Stijl op de schoot (lap)

Een steelgitaar is een snaarinstrument dat meestal horizontaal wordt bespeeld. Joseph Kekuku ontwikkelde rond 1900 het instrument, dat naar Hawaï, het eiland van oorsprong, vaak hawaïgitaar genoemd wordt.
In het algemeen wordt de toonhoogte verhoogd door de snaren met een staaf in te korten. Deze speelstaaf wordt ook slide, steelbar of playbar genoemd. De kenmerkende glijdende toonverbinding die de speelstaaf veroorzaakt, wordt glissando genoemd.
Er bestaan zowel akoestische als elektrische steelgitaren; de variant op pootjes is meestal elektrisch. Er zijn steelgitaren met en zonder fretten. Anders dan bij een gewone gitaar drukken de snaren niet op de gitaarhals. Om dit te voorkomen liggen de snaren hoger boven de hals dan bij een gewone gitaar, met uitzondering van de slidegitaar of bottleneckgitaar.

## Varianten

### Hawaïgitaar
Deze benaming kende de gitaar tijdens de eerste ontwikkelingsfase, en is ook tegenwoordig nog gangbaar. Het instrument maakt ook tegenwoordig vaak nog deel uit van Hawaïaanse muziek.

### Lap-steelgitaar
Deze gitaar ligt op de schoot van de bespeler (lap is Engels voor schoot). Geregeld gaat het om de hawaïgitaar.

### Dobro-steelgitaar ofresonatorgitaar
Dit is een akoestisch type dat vergelijkbaar is met de twee die hierboven genoemd staan. Het verschil wordt gemaakt door inwendig aangebrachte metalen conussen die de geluidsterkte vergroten.

### Slidegitaar of bottleneckgitaar
In tegenstelling tot een gewone steelgitaar liggen de snaren van dit type niet of nauwelijks verhoogd boven de gitaarhals.

### Pedal-steelguitar
Deze steelgitaar is ook te bedienen met pedalen en soms met kniehefbomen. Hierdoor is een groter aantal akkoorden en akkoordverbindingen mogelijk. Ook zijn meer muziekeffecten mogelijk.

### Pedabro
Dit type is een mengeling tussen de pedal- en de resonatorgitaar
Voorbeelden van steelgitaren zijn:
- Weissenborn
- Fender White Steel.